# César Ortiz (Fußballspieler)
César Ortiz Puentenueva (* 30. Januar 1989 in Toledo) ist ein ehemaliger spanischer Fußballspieler.

## Karriere
Ortiz begann seine Karriere beim Hauptstadttopklub Atlético Madrid, für den er jedoch kein Spiel absolvierte. Nach Leihstation bei Albacete Balompié und in Griechenland bei Aris Thessaloniki wechselte er 2013 nach Rumänien zum FC Vaslui. Nach dem Abstieg des Klubs wechselte er 2014 nach Österreich zum SCR Altach. Sein Debüt gab er in der ersten Runde des ÖFB-Cups 2014/15 gegen die WSG Wattens.
Im Januar 2017 wechselte er zum Ligakonkurrenten SV Mattersburg, bei dem er einen bis Juni 2017 gültigen Vertrag erhielt. Nach der Saison 2018/19 verließ er Mattersburg. Daraufhin wechselte er zur Saison 2019/20 zurück nach Spanien, wo er sich dem Viertligisten CD Toledo anschloss.